# Diverting Reservoir
Diverting Reservoir – zbiornik retencyjny w stanie Nowy Jork, w hrabstwie Putnam, należący do sieci wodociągowej miasta Nowy Jork i będący najmniejszym zbiornikiem retencyjnym wchodzącym w jej skład, utworzony na rzece East Branch Croton River. Oddany do użytku w 1911 r.
Powierzchnia zbiornika wynosi 126 akrów (0,51 km2), a średnia głębokość to 21,3 stopy (6,5 m). Zbiornik mieści 900 000 galonów amerykańskich (3400 m3) wody.
Woda ze zbiornika wypływa poprzez rzekę East Branch Croton River, która dalej łączy się z rzeką Croton i płynie do Muscoot Reservoir, a następnie do New Croton Reservoir.